# Kevin MacLeod
Kevin MacLeod (Green Bay, 28 de setembro de 1972) é um músico, compositor e produtor musical americano. Macleod já compôs mais de 2 mil músicas livres de direitos autorais, fazendo-as disponíveis sob uma licença de direitos autoriais Creative Commons. Esta opção permite que qualquer pessoas utilize sua música de graça, contanto que ele receba créditos por elas, o que fez com que suas composições fossem usadas em vários filmes. Até julho de 2016, o músico já contava com mais de 2,3 mil créditos listados no IMDb. Suas músicas são extensivamente utilizadas em canais do Youtube.

## Distribuição de suas composições
Kevin MacLeod decidiu lançar sua música sob licenças Creative Commons para maximizar o número de pessoas que poderiam ouvir e usar sua música. De acordo com ele, parte do motivo de permitir outros indivíduos utilizarem sua música gratuitamente é sua crença que atual sistema de direitos autorais é quebrado; ele se sente sem qualquer poder de mudar o sistema inteiro sozinho, mas espera criar "um corpo de trabalhos alternativo que é capaz de competir com eles."
Sua licença mais popular é a CC BY; desde que receba créditos, sua música é gratuita para o uso. Uma licença de não atribuição também está disponível para pessoas que são incapazes ou estão indispostas a creditar MacLeod; esta licença custa US$30 por uma música, US$50 por duas e US$20 por músicas compradas em pacotes de três ou mais.
MacLeod também criou o site FreePD.com, que coleta novas gravações sob domínio público de vários artistas. Ao invés de esperar antigas licenças expirarem, ele espera fornecer um biblioteca de qualidade feita de gravações modernas de artistas que explicitamente lançaram suas músicas sob domínio público. Algumas da músicas de MacLeod também estão no site; ele explica que essas músicas "não são comercialmente viáveis no senso comum e apenas adicionam desordem [em seu site principal] que dificulta as pessoas a encontrarem as músicas que elas podem querer."

## Documentário
O músico é o tema de um documentário chamado Royalty Free: The Music of Kevin MacLeod, lançado nos Estados Unidos em 2018. Ryan Camarda, o diretor e produtor do documentário, fez uma arrecadação de fundos pelo Kickstarter com um objetivo de US$30 mil; no fim da campanha, 524 apoiadores tinham prometidos US$30,608. De acordo com a página no Kickstarter, a quantia era necessária para viagens que serviriam para entrevistar pessoalmente vários indivíduos apresentados no filme.

## Prêmios
Macleod ganhou o Prêmio Honorário Internacional de Vídeo na Web no German Web Video Awards de 2015, realizado pela Academia Europeia de Vídeo na Web, devido sua conquista em influenciar a comunidade alemã de vídeos na Internet.